# Peliocypas
Peliocypas is een geslacht van kevers uit de familie van de loopkevers (Carabidae). De wetenschappelijke naam van het geslacht is voor het eerst geldig gepubliceerd in 1846 door Schmidt-Gobel.

## Soorten
Het geslacht Peliocypas omvat de volgende soorten:
- Peliocypas alternans Jeannel, 1949
- Peliocypas andrewesi (Jedlicka, 1932)
- Peliocypas angulicollis (Jedlicka, 1864)
- Peliocypas angulosus Jeannel, 1949
- Peliocypas annamensis (Bates, 1889)
- Peliocypas apicalis (Louwerens, 1953)
- Peliocypas assamensis (Jedlicka, 1964)
- Peliocypas bechynei Basilewsky, 1956
- Peliocypas beesoni (Andrewes, 1933)
- Peliocypas brahmaputra (Jedlicka, 1964)
- Peliocypas catenatus (Bates, 1886)
- Peliocypas chaudoiri (Barker, 1919)
- Peliocypas chinensis (Jedlicka, 1960)
- Peliocypas cordicollis (Bates, 1889)
- Peliocypas cylindricollis Jeannel, 1949
- Peliocypas debilis (LaFerte-Senectere, 1849)
- Peliocypas dissimilis (Klug, 1833)
- Peliocypas drescheri (Andrewes, 1937)
- Peliocypas eberti (Jedlicka, 1965)
- Peliocypas europroctoides (Bates, 1886)
- Peliocypas fulgureus (Andrewes, 1930)
- Peliocypas fuscus (Motschulsky, 1859)
- Peliocypas gardneri (Andrewes, 1933)
- Peliocypas hamatus Schmidt-Goebel, 1846
- Peliocypas himalayicus (Andrewes, 1923)
- Peliocypas horni (Jedlicka, 1932)
- Peliocypas inflaticeps (Burgeon, 1937)
- Peliocypas inornatus (Andrewes, 1929)
- Peliocypas insularis Fairmaire, 1897
- Peliocypas intermedius (Bates, 1886)
- Peliocypas leptosomus (Andrewes, 1937)
- Peliocypas levipennis (Andrewes, 1936)
- Peliocypas litteratus (Andrewes, 1929)
- Peliocypas longulus Jeannel, 1949
- Peliocypas luridus Schmidt-Gobel, 1846
- Peliocypas macellus (Andrewes, 1923)
- Peliocypas melleus (Bates, 1886)
- Peliocypas miwai (Jedlicka, 1940)
- Peliocypas nagatomii (Jedlicka, 1963)
- Peliocypas natalensis (Chaudoir, 1876)
- Peliocypas obenbergeri (Jedlicka, 1934)
- Peliocypas ochroides Andrewes, 1933
- Peliocypas olemartini (Kirschenhofer, 1986)
- Peliocypas oryctus (Andrewes, 1936)
- Peliocypas pallidus (Chaudoir, 1878)
- Peliocypas papua Darlington, 1968
- Peliocypas probsti (Kirschenhofer, 1994)
- Peliocypas psilus (Andrewes, 1923)
- Peliocypas repandus (Walker, 1859)
- Peliocypas sanatus (Jedlicka, 1934)
- Peliocypas schereri (Jedlicka, 1964)
- Peliocypas sicardi Jeannel, 1949
- Peliocypas signatus (Jedlicka, 1934)
- Peliocypas signifer Schmidt-Gobel, 1846
- Peliocypas staneki (Jedlicka, 1934)
- Peliocypas stepaneki (Jedlicka, 1934)
- Peliocypas suensoni (Kirschenhofer, 1986)
- Peliocypas suturalis Schmidt-Gobel, 1846
- Peliocypas taborskyi (Jedlicka, 1934)
- Peliocypas tagliaferrii Facchini & Susini, 2011
- Peliocypas tomentosus (Jedlicka, 1934)
- Peliocypas trigonus (Andrewes, 1934)
- Peliocypas unicolor (Jedlicka, 1934)
- Peliocypas uniformis (Fairmaire, 1888)
- Peliocypas vietnamensis (Kirschenhofer, 1994)
- Peliocypas villiersi (Burgeon, 1942)
- Peliocypas vimmeri (Jedlicka, 1934)
- Peliocypas vittiger (Andrewes, 1929)